# Dynamo magnetohydrodynamiczne

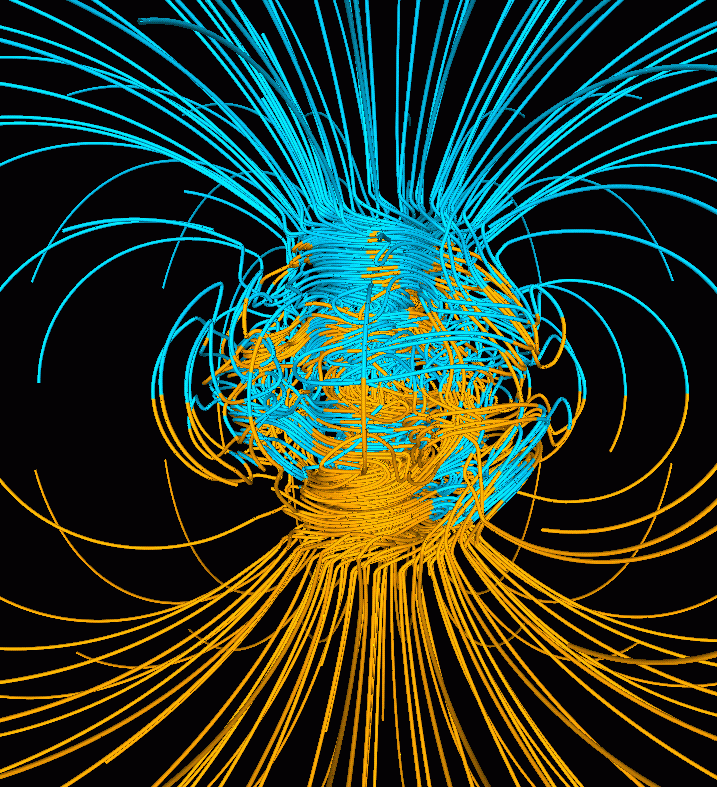
Wynik symulacji pola magnetycznego Ziemi

Teoria Dynama Magnetohydrodynamicznego zwana teorią dynama – teoria opisująca istnienie pola magnetycznego ciał niebieskich, w tym też Ziemi.

## Wstęp historyczny
Początkowo przypuszczano, że pole magnetyczne Ziemi pochodzi od namagnesowanych pokładów związków żelaza, a szczególnie jądra Ziemi (ferromagnetyków). Pod koniec XIX wieku zwrócono uwagę, że temperatura wnętrza Ziemi jest wysoka, a substancje w wysokich temperaturach przestają być ferromagnetykami (temperatura Curie). W 1908 G. Hale odkrył pole magnetyczne w widmie Słońca, a w następnych latach odkrywano je także na innych gwiazdach.

## Magnetohydrodynamiczne dynamo
Plazma może być rozważana jako płyn i opisywana równaniami hydrodynamiki. Będąc zjonizowanym gazem, jest źródłem pola magnetycznego i elektrycznego.
Ruch plazmy w polu magnetycznym opisywany jest natomiast równaniami magnetohydrodynamiki, w skrócie MHD. Zmiany tego pola powodują powstanie dodatkowej siły elektromotorycznej, jak w prądnicy, a przepływy plazmy mogą być opisywane jako obwody elektryczne.

## Historia
Teorię dynama zapoczątkował w 1919 roku Joseph Larmor (11 lipca 1857 — 19, 1942), który zasugerował, że pole magnetyczne Słońca powstaje w wyniku ruchu wirowego substancji przewodzącej prąd elektryczny (plazmy), podobnie jak pole magnetyczne wytwarza obracająca się tarcza w dysku Faradaya. Elsasser (1946), Bullard (1949) jako pierwsi przedstawili modele powstawania ziemskiego pola magnetycznego w wyniku ruchu płynu we wnętrzu Ziemi. W tym samym czasie Frankel (1945), Gurevich i Lebedinskij (1945) podali ideę, że prądy konwekcyjne wywołują pole magnetyczne Ziemi oraz w plamach słonecznych. Parker (1955 i w 1971) przedstawił mechanizm generowania pola magnetycznego w wirze. Mechanizm proponowany przez niego został nazwany alfa-omega dynamo; uważał on, że głównym mechanizmem odpowiedzialnym za generowanie pola są turbulencje w spiralnie opadającej masie. Mechanizm porządkowania pól wytworzonych przez lokalne wiry ma porządkować się poprzez globalny wir w globalne pole magnetyczne w mechanizmie zwanym efektem alfa (rodzaj rekoneksji magnetycznej). Busse (1971, 1977) w celu przełamania głosów krytyki twierdził, że do wytworzenia pola magnetycznego potrzebna jest zarówno konwekcja, jak i wirowanie. W tym samym czasie upowszechnił się pogląd, że w funkcjonowaniu dynama ważną rolę odgrywa odkryty przez Alfvéna efekt wmrożenia pola w przewodzący płyn. W 1972 Zeldovich wprowadził ideę (stretch-twist-fold (STF) dynamos) wyjaśniającą mechanizm „prostowania” linii pola magnetycznego w pierwotnie przypadkowych kierunkach pola tworzonych przez różne nieuporządkowane wiry. Efekt ten jest podobny do efektu wmrożenia pola magnetycznego.
W latach 60. rozpoczęto symulacje komputerowe sprawdzające koncepcje dynama. Glatzmaier i Roberts (1995) budując model cyfrowy ziemskiego dynama i przeprowadzając trwającą 2000 godzin symulację komputerową odpowiadającą 40000 lat zmian pola magnetycznego uzyskali efekt przebiegunowania. Po tym okresie rozpoczęły się liczne symulacje komputerowe rozprzestrzeniania się pola magnetycznego.

## Równanie kinematycznego dynama
W przybliżeniu zwanym "kinematycznym dynamem" zakłada się, że własności i ruch materii wpływają na pole magnetyczne, ale pole magnetyczne jest na tyle słabe, że nie wpływa znacząco na zachowanie się materii, w której jest pole magnetyczne.
Zakładając brak źródeł siły elektromotorycznej (prądu), wyrażając prawo indukcji elektromagnetycznej i prawo Ohma w matematyce operatorów różniczkowych, eliminując wielkości pośrednie, zmiany pola magnetycznego w dowolnym miejscu ośrodka przewodzącego prąd i mogącego poruszać się opisuje równanie:
{\displaystyle {\frac {\partial \mathbf {B} }{\partial t}}=\nabla \times \left(\mathbf {u} \times \mathbf {B} \right)+\mathbf {n} \nabla ^{2}\mathbf {B} }
Gdzie:
- B – indukcja magnetyczna,
- u – prędkość ruchu ośrodka,
- n – dyfuzyjność magnetyczna, współczynnik opisujący ośrodek, współczynnik ten jest proporcjonalny do oporu właściwego ośrodka.

Ze wzoru tego wynika, że na zmianę pola magnetycznego mają wpływ dwa zjawiska, wyrażające się w tym wzorze dwoma składnikami.
Składnik drugi, poprzez współczynnik n proporcjonalny do oporu ośrodka, sprawia, że pole magnetyczne zanika. Szybkość zaniku pola jest większa w ośrodkach o dużym oporze elektrycznym, w ośrodkach dobrze przewodzących prąd elektryczny składnik ten dąży do zera i można go pominąć, co oznacza, że pole magnetyczne nie maleje.
Składnik pierwszy odpowiada za przenoszenie pola magnetycznego przez poruszający się ośrodek. Jeżeli drugi składnik można pominąć, to zmiana pola magnetycznego odbywa się tylko w wyniku ruchu ośrodka i pole podąża za ośrodkiem w którym było. Zjawisko to jest zwane "wmrożeniem pola w ośrodek", a pole magnetyczne o tych właściwościach "polem wmrożonym".
Terminy te są powszechnie używane przez astronomów.

## Dynamo a pole magnetyczne Ziemi
Teorię tę stosuje się również do wyjaśnienia istnienia pola magnetycznego Ziemi. Szukając przyczyny inicjującej powstanie ziemskiego pola magnetycznego przyjmowano, że zostało ono wygenerowane przez pole magnetyczne galaktyki, ale porzucono ten pogląd. Obecnie przeważa opinia, że przyczyną płynięcia prądu wytwarzającego pierwotne pole magnetyczne w Ziemi są ruchy konwekcyjne na granicy płaszcza i jądra zewnętrznego Ziemi. Ruchy konwekcyjne w połączeniu z efektem Coriolisa porządkują się. Powstałe w ten sposób pole jest wzmacniane przez odkryty niedawno ruch jądra względem płaszcza Ziemi.

## Krytyka teorii dynama MHD
Teoria dynama nie wyjaśnia:
- przyczyny powstania pola magnetycznego Ziemi;
- warunków utrzymywania się pola magnetycznego;
- przyczyn zmian natężenia pola magnetycznego;
- przyczyn zmian kierunku pola magnetycznego;
- dlaczego pole magnetyczne Ziemi utrzymuje swój kierunek przez tysiące lat, a Słońca przez kilka lat.